# Dimitri De Fauw
Dimitri De Fauw (* 13. Juli 1981 in Gent; † 6. November 2009 in Heusden) war ein belgischer Radrennfahrer, der hauptsächlich auf der Bahn aktiv war.

## Sportliche Laufbahn
Dimitri De Fauw begann seine Karriere 2003 beim Farmteam von Quick Step-Davitamon, später fuhr er für das ProTeam. Viermal gewann er Läufe des UIV-Cups, eines Nachwuchswettbewerbes für Sechstagefahrer, alle gemeinsam mit Iljo Keisse. 2004 gewannen die beiden Fahrer die Gesamtwertung des Cups. Insgesamt wurde er 18 Mal belgischer Meister auf der Bahn.
Am 26. November 2006 kollidierte De Fauw beim Sechstagerennen von Gent mit dem Spanier Isaac Gálvez Lopez, der an den Folgen des Unfalls starb. Seitdem litt De Fauw, der zuvor seinen Kollegen als ausgesprochener Spaßvogel bekannt war, an Depressionen. In einem Interview sagte er: „I will carry this with me for the rest of my life. Only time can heal my wounds.“ („Ich werde das für den Rest meines Lebens mit mir herumtragen. Nur die Zeit kann meine Wunden heilen.“)
Am 6. November 2009 beging Dimitri De Fauw im Alter von 28 Jahren Suizid.

## Erfolge

### Bahn
1998
- Belgischer Junioren-Meister – Sprint

1999
- Belgischer Junioren-Meister – Sprint, 1000-Meter-Zeitfahren, Omnium, Zweier-Mannschaftsfahren (mit Iljo Keisse)

2000
- Belgischer Meister – Sprint, 1000-Meter-Zeitfahren, Teamsprint (mit Luc De Duytsche und Nicky Vermeersch)

2001
- Belgischer Meister – Sprint, 1000-Meter-Zeitfahren
- U23-Europameisterschaft – Zweier-Mannschaftsfahren (mit Iljo Keisse)

2002
- Belgischer Meister – Sprint, 1000-Meter-Zeitfahren

2003
- Belgischer Meister – Sprint, 1000-Meter-Zeitfahren, Keirin, Scratch
- U23-Europameisterschaft – Scratch

2007
- Belgischer Meister – Omnium

2008
- Belgischer Meister – Scratch

### Straße
2001
- eine Etappe Tour du Loir-et-Cher

2004
- eine Etappe Tour du Loir-et-Cher

## Teams
- 2004 Quick Step-Davitamon (ab 21. August)
- 2005 Quick Step-Innergetic
- 2006 Chocolade Jacques
- 2007 Chocolade Jacques
- 2008 Josan-Mercedes (ab 24. Juni)
- 2009 AA Drink